# Torymus sphaerocephalus
Torymus sphaerocephalus är en stekelart som beskrevs av Graham och Gijswijt 1998. Torymus sphaerocephalus ingår i släktet Torymus, och familjen gallglanssteklar. Arten är reproducerande i Sverige.